# 一马路 (郑州)
一马路是河南省郑州市一条呈南北走向的道路，长700米。一马路目前为由北向南的单行道，为郑州站东广场一带向南的主要通道。

## 历史
一马路于清末形成。1904年，郑州火车站开始营运，车站票房后面的旅馆、茶肆、饭铺、南北杂货店等相继开业，很快形成街道，因其位于车站票房后面，时称“票房后街”。当时票房后街是郑州最繁华的闹市区，但街道为土路，车马行人均感不便。1915年7月，对票房后街进行拓宽取直，因其是车站马路的第一期工程，故改称一马路。